# Liste der Biografien/Us
Liste der Biografien |
Portal Biografien |
Personensuche
# |
A |
B |
C |
D |
E |
F |
G |
H |
I |
J |
K |
L |
M |
N |
O |
P |
Q |
R |
S |
T |
U |
V |
W |
X |
Y |
Z |
?
 
Ua |
Ub |
Uc |
Ud |
Ue |
Uf |
Ug |
Uh |
Ui |
Uj |
Uk |
Ul |
Um |
Un |
Uo |
Up |
Uq |
Ur |
Us |
Ut |
Uu |
Uv |
Uw |
Ux |
Uy |
Uz
Die Liste der Biografien führt alle Personen auf, die in der deutschsprachigen Wikipedia einen Artikel haben. Dieses ist eine Teilliste mit 384 Einträgen von Personen, deren Namen mit den Buchstaben „Us“ beginnt.

## Us
- Us, Wassili Rodionowitsch († 1671), Anführer des Kosakenaufstandes im Jahr 1666

### Usa
- Usabiaga, Ana (* 1990), spanische Radsportlerin
- Usabiaga, Irene (* 1993), spanische Radsportlerin
- Ušacka, Anita (* 1952), lettische Juristin, Juraprofessorin und Richterin des Internationalen Strafgerichtshofs
- Ušackas, Vygaudas (* 1964), litauischer Diplomat und Politiker
- Usada, Pekora, japanische YoutuberinPekora Usada

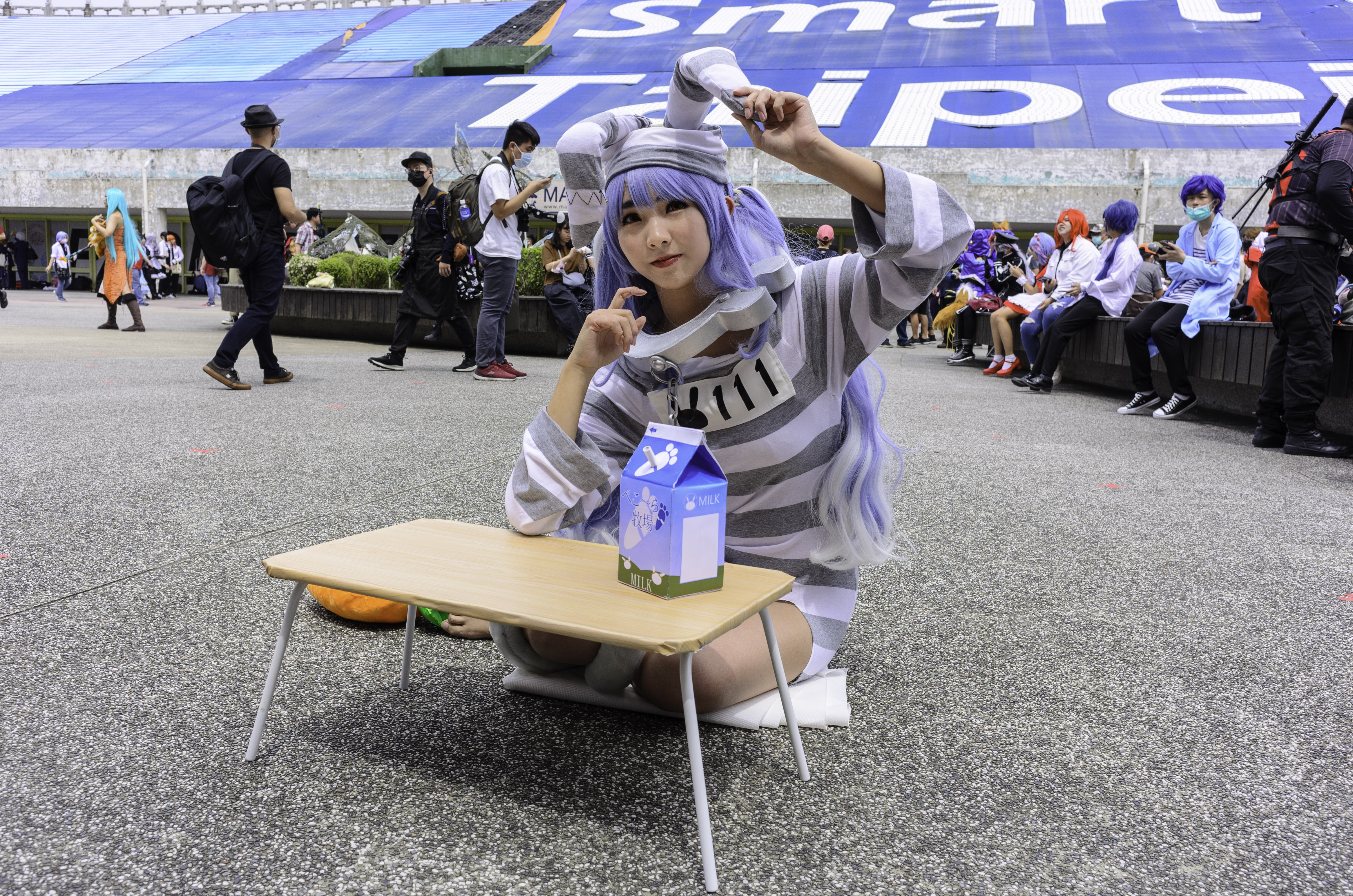
Pekora Usada

- Usadel, Georg (1900–1941), deutscher Gymnasiallehrer und Politiker (NSDAP), MdR
- Usadel, Hartmut (1933–2018), deutsch-spanischer Maler und Galerist
- Usadel, Willy (1894–1952), deutscher Chirurg, Hochschullehrer und SA-Führer
- Uşak, Orkun (* 1980), türkischer Fußballtorhüter
- Uşak-Şahin, Hale (* 1978), österreichische Psychologin
- Uşaklıgil, Halid Ziya (1866–1945), türkischer Schriftsteller
- Ušakovs, Nils (* 1976), lettischer Journalist und Politiker, Bürgermeister von Riga
- Usala, Dersu (1849–1908), Nanaier; Jäger und Waldläufer
- Usama al-Azhari (* 1976), ägyptischer Politiker und Islamgelehrter der al-Azhar-Universität
- Usama ar-Rifai (* 1944), islamischer Gelehrter
- Usama ibn Munqidh (1095–1188), arabischer Schriftsteller und Dichter, Politiker und Diplomat
- Usami, Hirokazu (* 1987), japanischer Fußballspieler
- Usami, Tadanobu (1925–2011), japanischer Gewerkschaftsführer
- Usami, Takashi (* 1992), japanischer Fußballspieler
- Usandizaga, Federico (* 1971), argentinischer Squashspieler
- Usanga, Brian David (1928–2005), nigerianischer Geistlicher, römisch-katholischer Erzbischof von Calabar
- Usatîi, Renato (* 1978), moldauischer Politiker
- Usatschew, Michail (* 1974), belarussischer Handballspieler
- ʿUsayran, Muhammad Hasan, schiitischer Geistlicher

### Usb
- Usbeck, Werner (1881–1947), deutscher Maschinenbauingenieur und Eisenbahn-Baubeamter
- Usbeck, Werner (1920–2007), deutscher Chirurg und Hochschullehrer, Rektor der Medizinischen Akademie Erfurt (1973–1985)
- Usbeck, Wulf-Ingo (1943–2021), deutscher Fußballspieler
- Usbek Khan (* 1282), Mongolenkhan; Nachkomme Batu KhansUsbek Khan (* 1282)

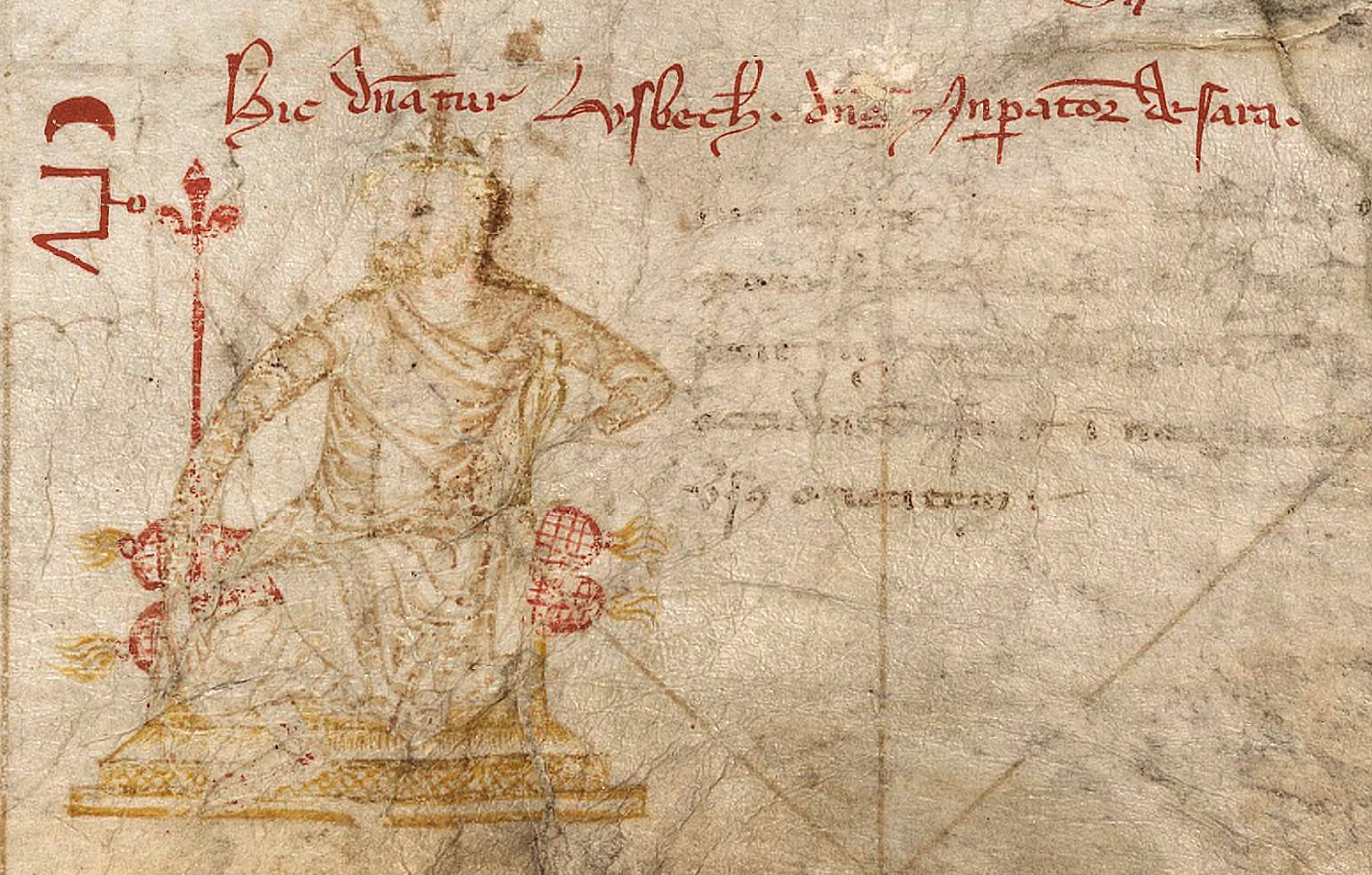
Usbek Khan (* 1282)

- Usbekowa, Dinara Galijewna (1933–2020), sowjetische bzw. russische Pharmakologin und Hochschullehrerin

### Usc
- Uscátegui, Humberto, kolumbianischer General
- Uschakow, Alexander Andrejewitsch (1948–2024), sowjetischer Biathlet
- Uschakow, Andrei Dmitrijewitsch (* 1963), russischer Trickfilm-Regisseur und -Produzent
- Uschakow, Andrei Iwanowitsch (1672–1747), russischer Politiker, Generalinquisitor und General en chef
- Uschakow, Artjom Alexandrowitsch (* 1983), russischer Biathlet
- Uschakow, Dmitri Arkadjewitsch (* 1988), russischer Trampolinturner
- Uschakow, Fjodor Fjodorowitsch († 1817), russischer Marineoffizier und Admiral
- Uschakow, Georgi Alexejewitsch (1901–1963), sowjetischer Geograph und Polarforscher
- Uschakow, Jegor Sergejewitsch (* 2002), russischer Fußballspieler
- Uschakow, Juri Wiktorowitsch (* 1947), russischer Diplomat; außenpolitischer BeraterJuri Wiktorowitsch Uschakow (* 1947)

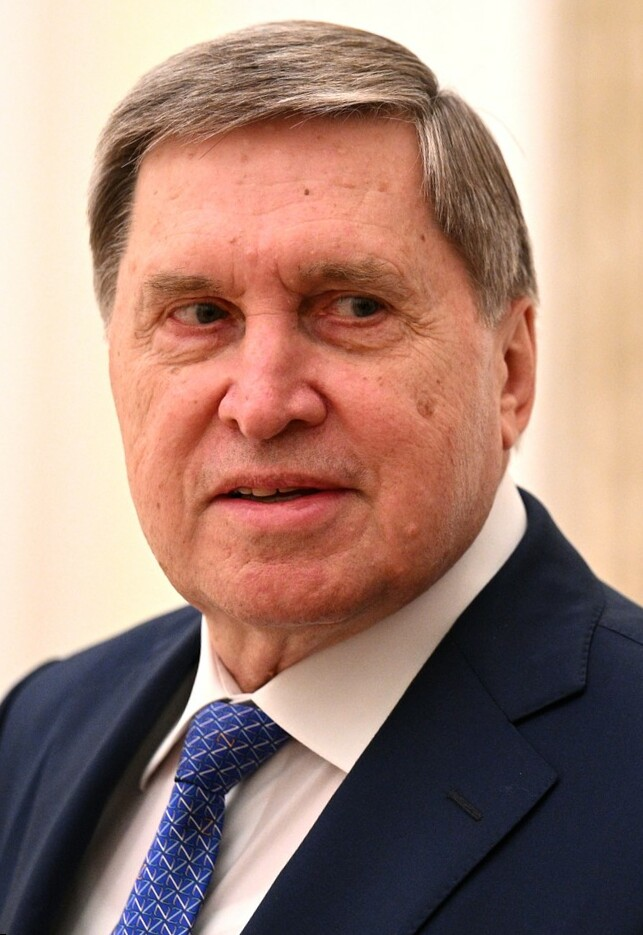
Juri Wiktorowitsch Uschakow (* 1947)

- Uschakowa, Arina Andrejewna (* 1989), russische Eiskunstläuferin
- Uschakowa, Irina Wassiljewna (* 1954), sowjetische Florettfechterin
- Uschakowa, Ljubow (* 1997), kasachische Sprinterin
- Uschatow, Kirill Andrejewitsch (* 2000), russischer Fußballspieler
- Uschdraweit, Paul (1891–1966), deutscher Landrat
- Uschenina, Anna (* 1985), ukrainische Schachspielerin und -weltmeisterin
- Uschewytsch, Iwan, ruthenischer Grammatiker
- Uschinski, Konstantin Dmitrijewitsch (1824–1871), russisch-ukrainischer Pädagoge, Schriftsteller und Begründer der wissenschaftlichen Pädagogik in Russland
- Uschkalenko, Oleksandr (* 1964), sowjetisch-ukrainischer Skilangläufer
- Uschkalow, Leonid (1956–2019), ukrainischer Schriftsteller, Essayist und Literaturwissenschaftler
- Uschkamp, Irma (1929–2014), deutsche Politikerin (SED), Vorsitzende des RdB Cottbus
- Üschkempirow, Schaqsylyq (1951–2020), sowjetischer Ringer
- Uschkina, Natalja Grigorjewna (* 1996), russische und rumänische Biathletin
- Uschkow, Jewgeni (* 1976), russisch-kasachischer Eishockeyspieler
- Uschkurat, Werner (* 1929), deutscher Schauspieler, Synchronsprecher, Regisseur, Drehbuchautor
- Uschmann, Georg (1913–1986), deutscher Wissenschaftshistoriker und Direktor des Archivs der Leopoldina
- Uschmann, Oliver (* 1977), deutscher SchriftstellerOliver Uschmann (* 1977)

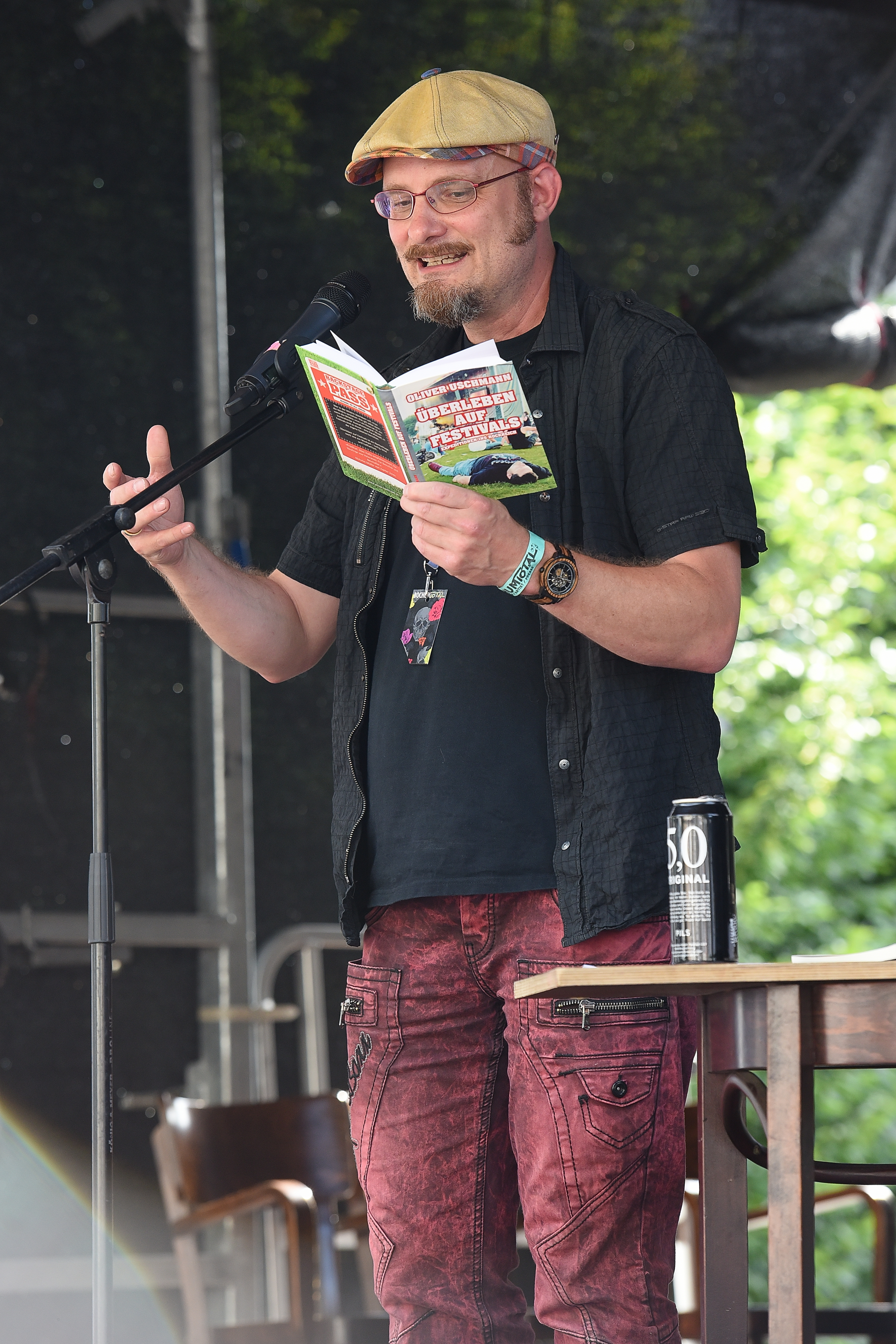
Oliver Uschmann (* 1977)

- Uschner, Erich (1920–1982), deutscher LDPD-Funktionär
- Uschner, Fritz (1910–1966), deutscher SED-Funktionär, MdV
- Uschner, Julius (1805–1885), deutscher Historien- und Porträtmaler der Düsseldorfer Schule
- Uschner, Karl (1802–1876), deutscher Dichter und Übersetzer antiker Dichtungen
- Uschner, Manfred (1937–2007), deutscher Politologe
- Uschold, Johann Nepomuk (1806–1865), deutscher Philosoph, Lehrer und Autor
- Uschomirski, Anatoli (* 1959), ukrainischer, jüdisch-messianischer Theologe und Autor
- Uschtrin, Sandra (* 1960), deutsche Autorin und Verlegerin
- Uschwij, Natalija (1898–1986), ukrainisch-sowjetische Film- und Theaterschauspielerin
- Uschylowskyj, Wolodymyr (* 1988), ukrainischer Tennisspieler
- Uscila, Kazys (* 1945), litauischer Übersetzer und Journalist
- Uscila, Rokas (* 1974), litauischer Kriminologe, Viktimologe, Jurist und Politiker, Vizeminister, stellvertretender Justizminister Litauens
- Uścinowicz, Paulina (* 1999), polnische Handballspielerin
- Uščins, Armands (* 1973), lettischer Handballspieler und -trainer
- Uščins, Renārs (* 2002), deutscher HandballspielerRenārs Uščins (* 2002)

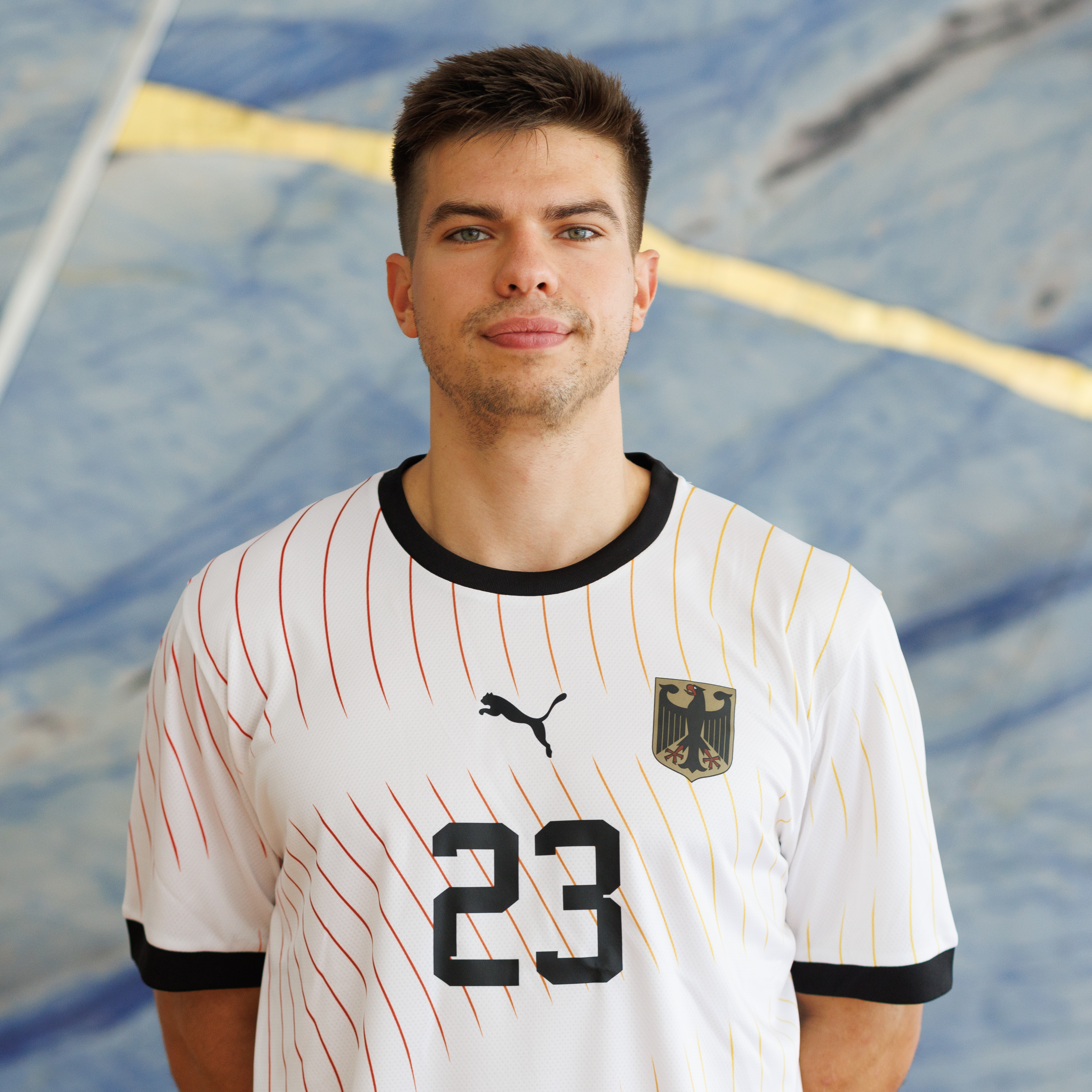
Renārs Uščins (* 2002)

### Usd
- Usdenow, Roman (* 1979), kasachischer Fußballspieler

### Use
- Usedom, Adolph Detlef von (1726–1792), königlich preußischer Generalleutnant, Chef des Husarenregiments Nr. 7
- Usedom, Axel Eggert von (1839–1884), deutscher Verwaltungsjurist
- Usedom, Eckard von (1580–1646), deutscher Jurist und Hofgerichtspräsident
- Usedom, Friedrich von (1756–1824), preußischer Generalmajor, Chef des Husarenregiments Nr. 10
- Usedom, Guido von (1805–1884), preußischer Diplomat
- Usedom, Guido von (1854–1925), deutscher Admiral im Ersten WeltkriegGuido von Usedom (1854–1925)

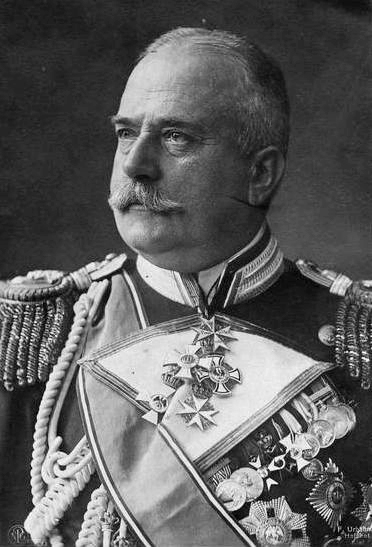
Guido von Usedom (1854–1925)

- Usedom, Horst von (1906–1970), deutscher Offizier, zuletzt Generalmajor im Zweiten Weltkrieg
- Usedom, Johannes von (* 1521), deutscher Rechtswissenschaftler und Professor der Rechte
- Usedom, Richard von (1873–1920), deutscher Fregattenkapitän im Ersten Weltkrieg und persönlicher Adjutant des Prinzens von Preußen
- Usedom, Viktor von (1842–1900), preußischer Generalleutnant
- Useldinger, Arthur (1904–1978), luxemburgischer Politiker (KPL), Mitglied der Chambre
- Useldinger, Yvonne (1921–2009), luxemburgische Politikerin und Widerstandskämpferin
- Uselis, Gediminas (* 1992), litauischer Pokerspieler
- Usemann, Günter (1925–2016), deutscher Fußballspieler
- Usemann, Verena (* 1981), deutsche Opernsängerin (Mezzosopran)
- Usener, Friedrich Philipp (1773–1867), deutscher Jurist und Politiker der Freien Stadt Frankfurt
- Usener, Hermann (1834–1905), deutscher klassischer Philologe und Religionswissenschaftler
- Usener, Karl Hermann (1905–1970), deutscher Kunsthistoriker und Hochschullehrer
- Usener, Knut (* 1959), deutscher Klassischer Philologe
- User, altägyptischer Gaufürst
- Userkaf, altägyptischer König (Pharao) der 5. Dynastie
- Userkare, altägyptischer König der 6. Dynastie
- Usermonth, altägyptischer König der Zweiten Zwischenzeit
- Usermonth, altägyptischer Wesir
- Usersatet, altägyptischer Beamter
- Usery, Willie Julian (1923–2016), US-amerikanischer Politiker
- Useynov, Mikayıl (1905–1992), sowjetisch-armenischer Architekt und Architekturhistoriker

### Ush
- Usha, P. T. (* 1964), indische Sprinterin
- Ushachov, Katherina (* 1990), deutsche Schriftstellerin
- Ushakova, Natalia (* 1969), russisch-österreichische Opernsängerin (Sopran)
- Usher (* 1978), US-amerikanischer R&B-SängerUsher (* 1978)

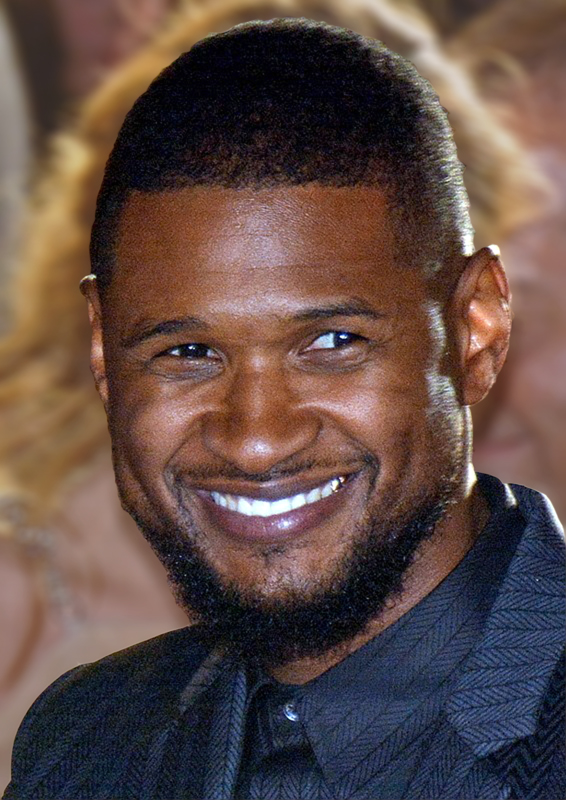
Usher (* 1978)

- Usher, Abbott Payson (1883–1965), US-amerikanischer Technikhistoriker
- Usher, Bazoline Estelle (1885–1992), US-amerikanische Lehrerin und Schulleiterin
- Usher, Carlton (* 1968), belizischer Sprinter
- Usher, Charles (1865–1942), schottischer Ophthalmologe
- Usher, David (* 1966), kanadischer Rocksänger und Songschreiber
- Usher, Graham (* 1973), englischer Dartspieler
- Usher, Jessie (* 1992), US-amerikanischer SchauspielerJessie Usher (* 1992)

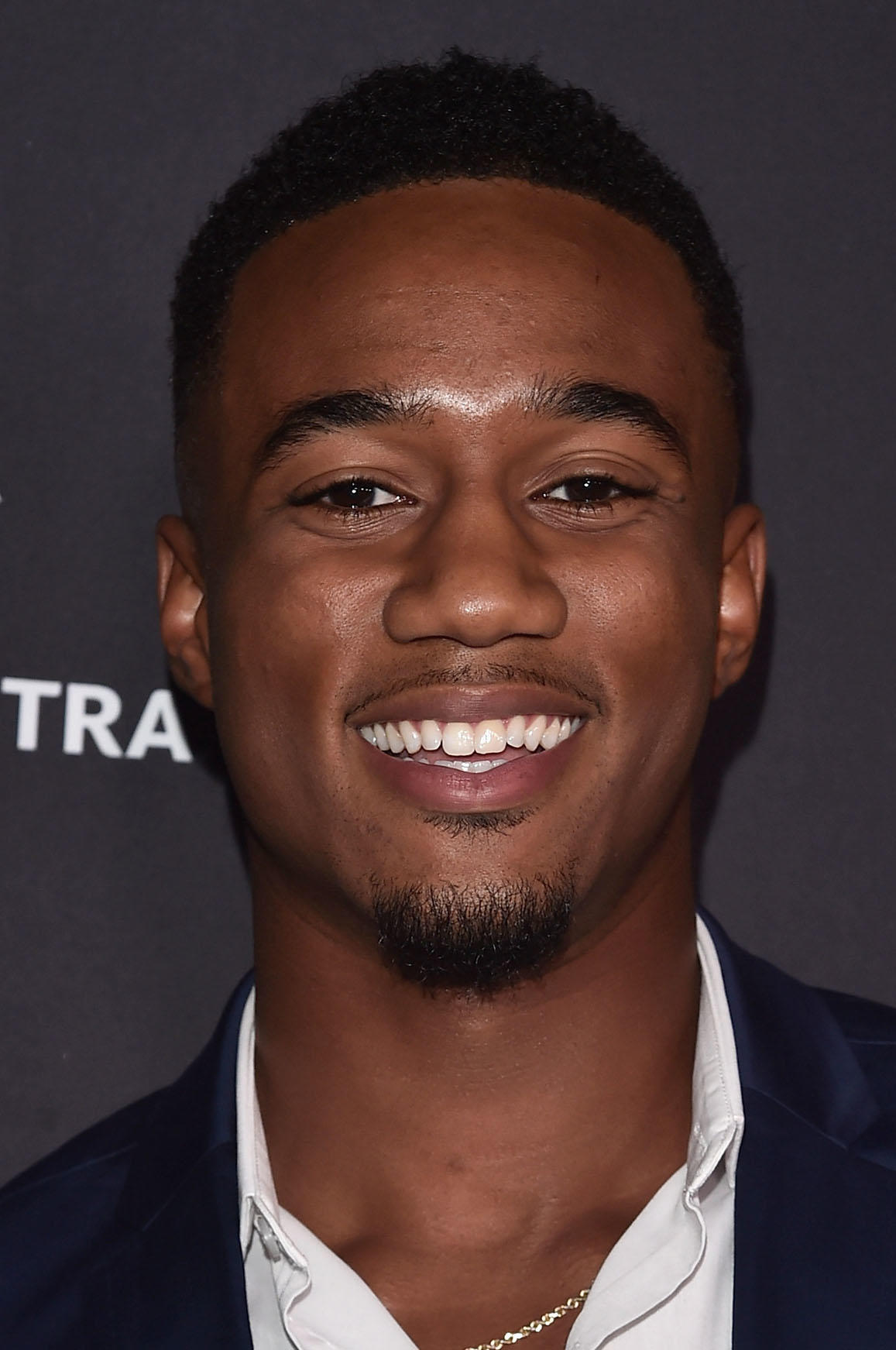
Jessie Usher (* 1992)

- Usher, John Palmer (1816–1889), US-amerikanischer Politiker
- Usher, Leonard G. (1907–2003), neuseeländisch-fidschianischer Schuldirektor, Bürgermeister von Suva, Verleger und Herausgeber
- Usher, Michael B. (* 1941), britischer Ökologe und emeritierter Professor
- Usher, Robert (1901–1990), US-amerikanischer Szenenbildner
- Usherwood, William (1820–1916), englischer Porträtmaler und Photograph
- Ushev, Theodore (* 1968), bulgarischer Animator
- Ushiba, Nobuhiko (1909–1984), japanischer Botschafter und Minister
- Ushibana, Takeshi (* 1977), japanischer Fußballspieler
- Ushida, Tomoharu (* 1999), japanischer Pianist
- Ushijima, Mitsuru (1887–1945), japanischer General
- Ushijima, Noriyuki (1900–1997), japanischer Maler
- Ushijima, Risa (* 1996), japanische Tennisspielerin
- Ushijima, Shigeaki (* 1977), japanischer Rennrodler
- Ushinohama, Taku (* 1992), japanischer Fußballspieler
- Ushio, Jirō (1931–2023), japanischer Unternehmer
- Ushio, Kensuke (* 1983), japanischer Komponist und Musiker
- Ushiro, Keisuke (* 1986), japanischer Zehnkämpfer
- Ushiroku, Jun (1884–1973), General der kaiserlich japanischen Armee
- Ushiyama, Takahiro (* 1981), japanischer Eisschnellläufer
- Ushizawa, Takeshi (* 2001), japanischer Fußballspieler
- Ushkowitz, Jenna (* 1986), amerikanische Schauspielerin und MusicaldarstellerinJenna Ushkowitz (* 1986)

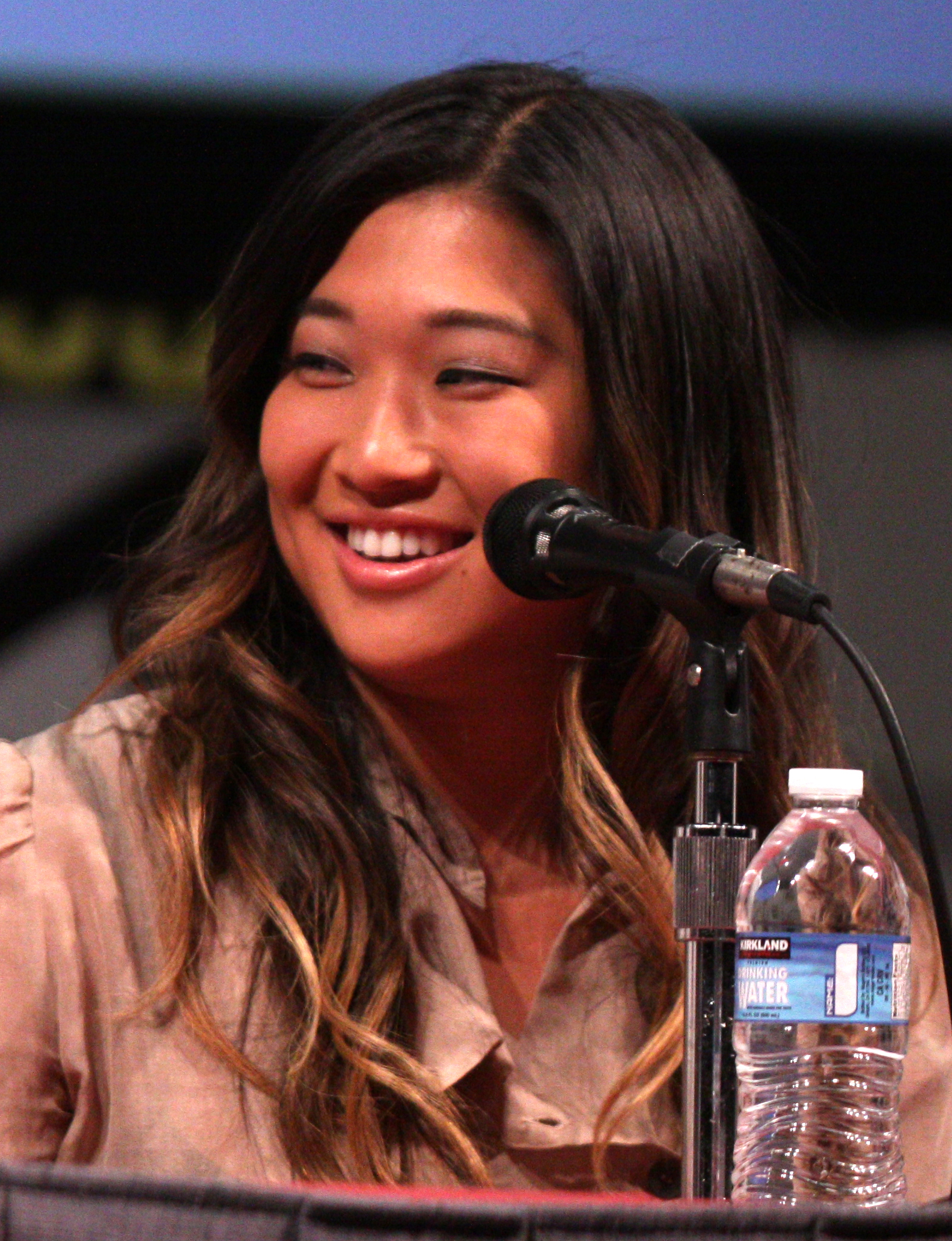
Jenna Ushkowitz (* 1986)

- Ushū, Mei (* 1991), japanischer Eishockeyspieler

### Usi
- Usi Tetu Utang († 1717), Herrscherin von Sonbai Kecil
- Usiel, biblische Person, Sohn Kehats
- Usienius Primulus, Publius, antiker römischer Toreut oder Händler
- Usifo, Maria (* 1964), nigerianische Hürdenläuferin
- Usik, Lilia (* 1989), deutsche Politikerin (CDU)
- Using, Sergej (* 1977), deutscher Basketballspieler
- Usinger, Christian (1894–1949), deutscher Offizier, zuletzt Generalleutnant im Zweiten Weltkrieg
- Usinger, Fritz (1895–1982), deutscher Schriftsteller, Lyriker, Essayist und Übersetzer
- Usinger, Hermann (1880–1947), deutscher Verwaltungsjurist
- Usinger, Julius (1828–1902), Kaufmann und Landtagsabgeordneter Großherzogtum Hessen
- Usinger, Karl (1864–1932), Provinzialdirektor Oberhessen und Rheinhessen
- Usinger, Mimi (1893–1974), deutsche Malerin
- Usinger, Rudolf (1835–1874), deutscher Geschichtsforscher
- Usinger, Rudolf (1882–1937), deutscher Verwaltungsjurist
- Usisivu, Boniface (* 1974), kenianischer Langstreckenläufer

### Usk
- Uskhal Khan (1342–1388), mongolischer Khagan (zwischen 1378 und 1388)
- Uski, Jani (* 1990), finnischer Poolbillardspieler
- Usko, Renate, deutsche Schauspielerin
- Uskoković, Veljko (* 1971), montenegrinischer Wasserballspieler
- Uskoković, Zdravko (* 1950), montenegrinischer Ingenieurwissenschaftler und Hochschullehrer
- Uskoski, Devin (* 1985), US-amerikanischer Basketballspieler
- Uskowa, Jana Wiktorowna (* 1985), russische Handballspielerin und -trainerin
- Uskowa, Olga Anatoljewna (* 1964), sowjetisch-russische Informatikerin, Unternehmerin und Hochschullehrerin

### Usl
- Uslamin, Sergei Alexejewitsch (* 1963), sowjetischer Radrennfahrer
- Uslan, Michael (* 1951), US-amerikanischer Filmproduzent, Comic- und Drehbuchautor
- Uslar Pietri, Arturo (1906–2001), venezolanischer Schriftsteller, Diplomat und Politiker
- Uslar, Adolf von (1877–1960), Landrat, Mitglied des Provinziallandtages der Provinz Hessen-Nassau
- Uslar, Detlev von (1926–2022), deutscher Philosoph und Psychologe und Hochschullehrer
- Uslar, Friedrich Moritz von (1598–1632), deutscher Oberst
- Uslar, Georg von (1584–1638), schwedischer Generalmajor
- Uslar, Gerda von (1909–1966), deutsche Dramaturgin, Übersetzerin und Hörspielregisseurin
- Uslar, Johann von (1779–1866), Kommandeur der Gardegrenadiere Bolívars und Kommandierender General der Republik Venezuela
- Uslar, Julius Heinrich von (1752–1829), deutscher Forstwissenschaftler
- Uslar, Ludolf von (1867–1939), deutscher Marineoffizier, zuletzt Vizeadmiral
- Uslar, Ludwig von (1828–1894), deutscher Pharmazeut
- Uslar, Moritz von (* 1970), deutscher Journalist und Autor
- Uslar, Peter Karlowitsch von (1816–1875), russischer Ingenieur, Sprachforscher und Offizier
- Uslar, Rafael von (1908–2003), deutscher Prähistoriker
- Uslar, Rolf von (* 1969), deutscher Generalarzt der Bundeswehr
- Uslar, Steffen (* 1969), deutscher Radrennfahrer, Trainer
- Uslar, Thilo Albrecht von (1586–1634), deutscher General
- Uslar, Wilhelm von (1783–1866), deutscher Forstbeamter und Kammerpräsident
- Uslar, Wilhelm von (1847–1919), preußischer General der Infanterie
- Uslar-Gleichen, Ernst August Albert von Uslar (1783–1825), deutscher Adliger, Kurhannoverscher Offizier, Königlich Hannoverscher Kammerherr und Abgeordneter
- Uslar-Gleichen, Frida von (1864–1903), deutsche Adlige und Briefautorin
- Uslar-Gleichen, Friedrich von (1800–1870), hessischer Gutsbesitzer und Landtagsabgeordneter
- Uslar-Gleichen, Friedrich von (1882–1945), deutscher Landrat
- Uslar-Gleichen, Hans von (1847–1935), sächsischer Generalleutnant
- Uslar-Gleichen, Hasso Freiherr von (* 1935), deutscher Brigadegeneral
- Uslar-Gleichen, Ludolf von (1823–1897), preußischer Verwaltungsbeamter und Landrat
- Uslar-Gleichen, Tania Freiin von (* 1964), deutsche Juristin, Diplomatin und Vizepräsidentin des BND
- Uslé, Juan (* 1954), spanisch-US-amerikanischer Maler
- Uslu, Binnaz (* 1985), türkische Mittel- und Langstreckenläuferin
- Uslu, Mehmet (* 1988), türkischer Fußballspieler
- Uslu, Mustafa Murat (* 1992), türkischer Fußballspieler
- Uslu, Özlem (* 2004), türkische Tennisspielerin
- Uslucan, Hacı-Halil (* 1965), deutscher Psychologe und Hochschullehrer
- Uslugina, Irina Andrejewna (* 1988), russische Biathletin
- Uslusoy, Elif (* 1998), türkische Schauspielerin

### Usm
- Usman, Ahmet (* 1977), türkischer Fußballspieler
- Usman, Mariam (* 1990), nigerianische Gewichtheberin
- Usman, Zilla Huma (1971–2007), pakistanische Politikerin und Frauenrechtsaktivistin
- Usman, Zurga (* 1996), äthiopische Kugelstoßerin und Diskuswerferin
- Usmanbaş, İlhan (1921–2025), türkischer Komponist
- Usmanchodschajew, Inamschon (1930–2017), sowjetischer bzw. usbekischer Politiker
- Usmani, Taqi (* 1943), islamischer Gelehrter und Rechtswissenschaftler
- Usmanova, Dilshoda (* 2005), usbekische Hindernisläuferin
- Usmanow, Alischer Burchanowitsch (* 1953), russischer Unternehmer
- Usme, Catalina (* 1989), kolumbianische Fußballspielerin
- Usmkalenko, Oleksandr, ukrainischer Bogenbiathlet
- Usmonov, Rustam (* 1958), usbekischer Billardspieler
- Usmonova, Yulduz (* 1963), usbekische Sängerin

### Usn
- Usnadse, Dimitri (1886–1950), georgischer Wissenschaftler

### Uso

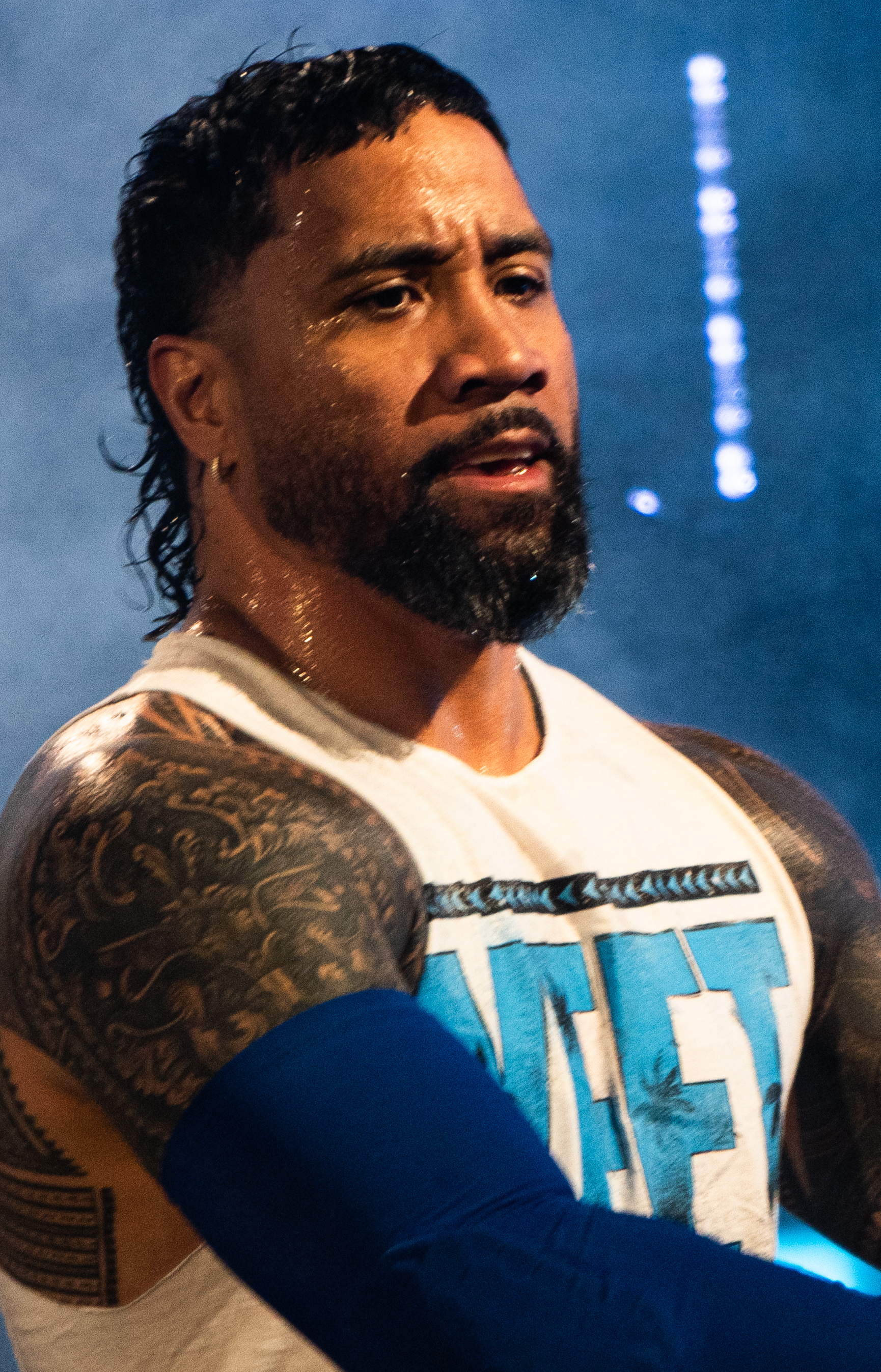
Jey Uso (* 1985)

- Uso, Jey (* 1985), US-amerikanischer WrestlerJey Uso (* 1985)
- Uso, Jimmy (* 1985), US-amerikanischer Wrestler
- Usodimare, Antoniotto, italienischer Seefahrer und Entdecker
- Usón, Clara (* 1961), spanische Schriftstellerin
- Usonienė, Jūratė (* 1975), litauische Juristin, Zivilrechtlerin und Professorin
- Usonis, Ramūnas (* 1963), litauischer Politiker
- Usor, Moses (* 2002), nigerianischer Fußballspieler
- Usoro, Ruth (* 1997), nigerianische Weitspringerin
- Usov, Christopher (* 1995), estnischer Eishockeyspieler
- Usoz, Luis María (1932–1992), spanischer Hockeyspieler
- Usoz, Pablo (* 1968), spanischer Hockeyspieler

### Usp
- Uspak († 1230), schottischer Adliger und Militär
- Uspaskich, Viktor (* 1959), litauischer Politiker, MdEP und Unternehmer
- Uspenski, Alexander Iwanowitsch (1902–1940), sowjetischer Geheimdienstler
- Uspenski, Alexander Sergejewitsch (* 1987), russischer Eiskunstläufer
- Uspenski, Boris Andrejewitsch (* 1937), russischer Literaturwissenschaftler
- Uspenski, Eduard Nikolajewitsch (1937–2018), sowjetischer und russischer Kinderbuch- und Drehbuchautor
- Uspenski, Fjodor Iwanowitsch (1845–1928), russischer Byzantinist
- Uspenski, Gleb Iwanowitsch (1843–1902), russischer Schriftsteller
- Uspenski, Nikolai Wassiljewitsch (1837–1889), russischer Schriftsteller
- Uspenski, Porphyrius (1804–1885), russisch-orthodoxer Geistlicher, Orientalist und Archäologe
- Uspenski, Wiktor Alexandrowitsch (1879–1949), sowjetischer, russischer und usbekischer Komponist
- Uspenski, Wladimir Andrejewitsch (1930–2018), russischer Mathematiker
- Uspenski, Wladimir Sergejewitsch (* 1989), russischer Eiskunstläufer
- Uspensky, James Victor (1883–1947), russischstämmiger US-amerikanischer Mathematiker
- Usper, Francesco (1561–1641), italienischer Komponist, Organist und Priester
- Ušpia, assyrischer König

### Usq
- Usque, Abraham, portugiesisch-jüdischer Verleger und Drucker
- Usque, Samuel, portugiesisch-jüdischer Historiker

### Usr
- Usra Hendra Harahap (* 1959), indonesischer Militär und Diplomat

### Uss
- Ussachevski, Vladimir (1911–1990), russisch-amerikanischer Komponist
- Uşşaki, Latife (1899–1975), Ehefrau von Mustafa Kemal Atatürk (1923–1925)Latife Uşşaki (1899–1975)

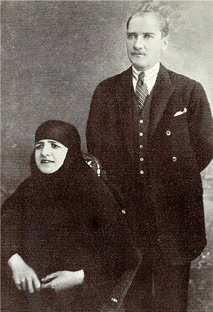
Latife Uşşaki (1899–1975)

- Ussar, Max (1919–2015), österreichischer Ingenieur, Wärmetechniker und Hochschullehrer
- Ussat, Erich (1907–1993), deutscher Radrennfahrer
- Ussatowa, Oxana Alexejewna (* 1988), russische Skilangläuferin
- Ussatschenko, Wiktorija Wiktorowna (* 1982), russische Boxerin
- Ussatschow, Igor Nikolajewitsch (* 1983), russischer Skilangläufer
- Ussatschow, Juri Wladimirowitsch (* 1957), russischer Kosmonaut
- Ussau, Aljaksandr (* 1977), belarussischer Radrennfahrer
- Ussel, Michel van (* 1928), belgischer Diplomat
- Usselton, Billy (1926–1994), US-amerikanischer Jazzmusiker
- Ussene, Naíta (* 1959), mosambikanischer Fotojournalist
- Ussenka, Aljaksandr (* 1986), belarussischer Eishockeyspieler
- Ussenka, Iwan (* 1983), belarussischer Eishockeyspieler
- Ussenko, Nadija (* 2000), ukrainische Squashspielerin
- Ussermann, Joseph (1737–1798), deutscher Benediktiner, Theologe und Historiker
- Ussher, James (1581–1656), irischer anglikanischer TheologeJames Ussher (1581–1656)

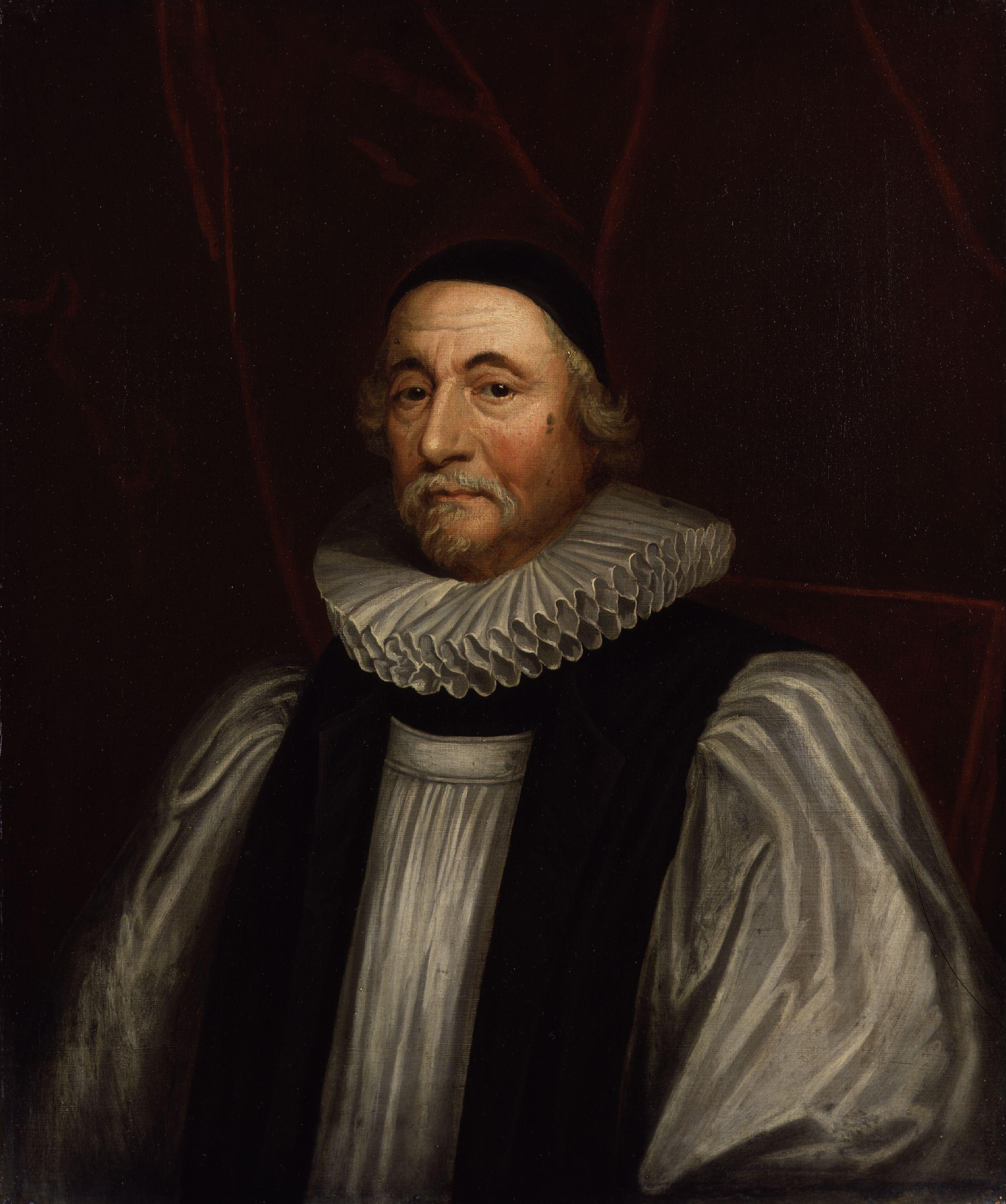
James Ussher (1581–1656)

- Ussher, Richard (* 1976), neuseeländischer Triathlet
- Ussher, Sara, finnische Badmintonspielerin
- Ussi, Stefano (1822–1901), italienischer Landschaftsmaler, Aquarellist sowie Historien- und Porträtmaler
- Ussijewitsch, Grigori Alexandrowitsch (1890–1918), russischer Revolutionär
- Ussing, Hans (1911–2000), dänischer Biologe
- Ussing, Marie (* 1924), dänische Badmintonspielerin und Biologin
- Ussing, Olaf (1907–1990), dänischer Schauspieler
- Ussing, Susanne (1940–1998), dänische Architektin und Künstlerin
- Ussishkin, David (* 1935), israelischer Archäologe und Hochschullehrer
- Ussishkin, Menachem (1863–1941), Zionistenführer
- Usson de Bonnac, Jean-Louis d’ († 1738), französischer Diplomat
- Usson de Bonnac, Pierre Chrysostème d’ (1724–1782), französischer Diplomat
- Üssönow, Danijar (* 1960), kirgisischer Politiker, Premierminister (2009–2010)
- Ussow, Alexander Wjatscheslawowitsch (* 1976), russischer Sprinter
- Ussow, Andrei Walerjanowitsch (* 1994), moldawischer Biathlet russischer Herkunft
- Ussow, Michail Antonowitsch (1883–1939), russisch-sowjetischer Geologe und Hochschullehrer
- Ussow, Michail Walerjanowitsch (* 1996), moldawischer Biathlet russischer Herkunft
- Ussowa, Ljubow Dmitrijewna (1921–2015), sowjetisch-belarussische Architektin
- Ussowa, Maja Walentinowna (* 1965), russische Eiskunstläuferin
- Ussowa, Tatjana (* 1987), russisches Model
- Ussowitsch, Ilona (* 1982), belarussische Sprinterin
- Ussowitsch, Swjatlana (* 1980), belarussische Sprinterin
- Ussupaschwili, Dawit (* 1968), georgischer Politiker
- Ussyk, Oleksandr (* 1987), ukrainischer BoxerOleksandr Ussyk (* 1987)

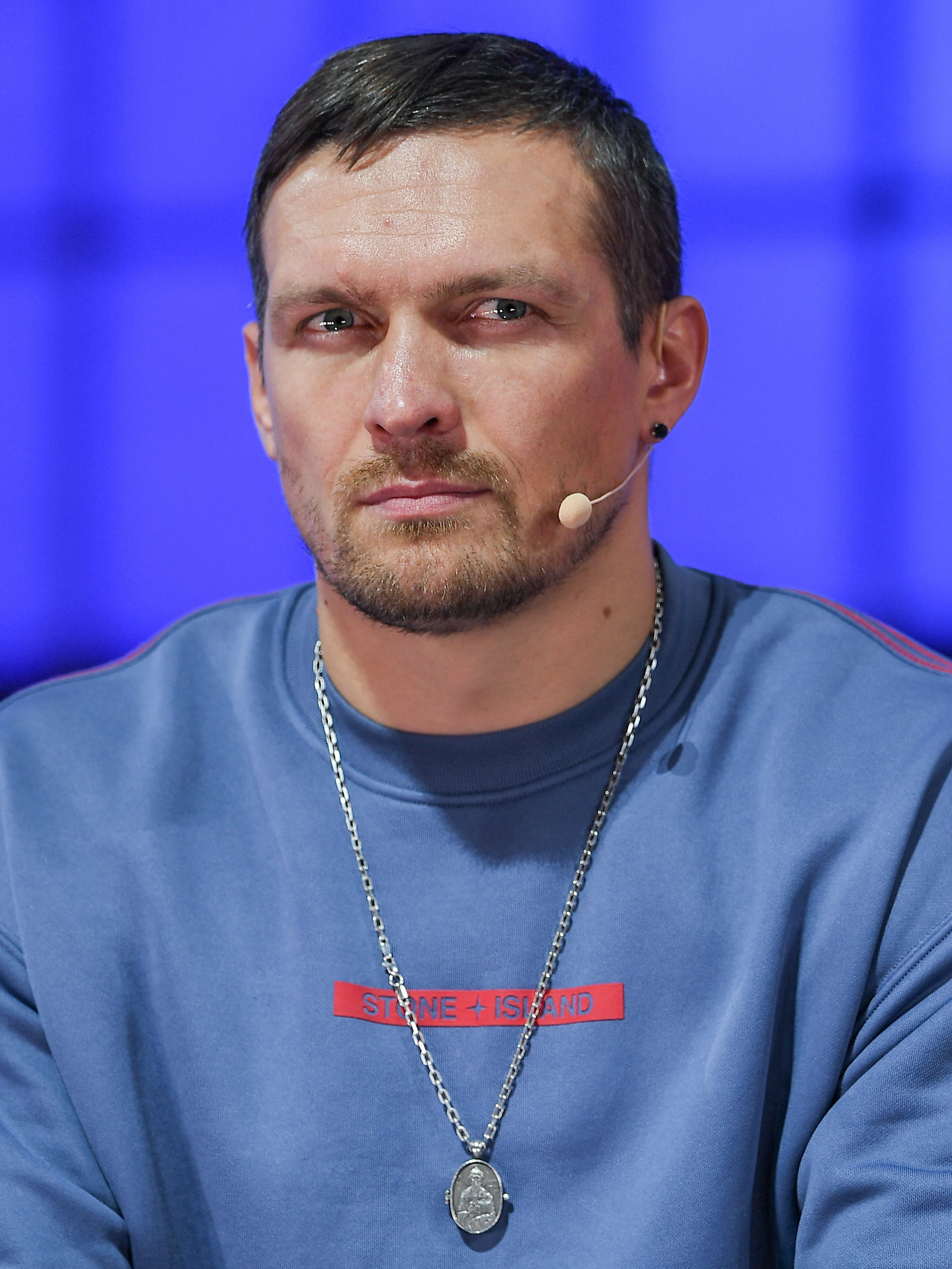
Oleksandr Ussyk (* 1987)

### Ust
- Usta, Berkin (2000–2025), türkischer Skirennläufer
- Usta, Cemil (1951–2003), türkischer Fußballspieler
- Usta, Nergis (* 1977), türkische Filmregisseurin
- Usta, Recep (* 1997), türkischer Schauspieler
- Usta, Suat (* 1981), türkischer Fußballspieler
- Ustadhsis, persisch-zoroastrischer Rebellenführer
- Ustajew, Alexei Jakubowitsch (* 1960), russischer Bankier und Finanzierer
- Ustaoğlu, Yeşim (* 1960), türkische Regisseurin
- Ustaömer, Şenol (* 1961), türkischer Fußballspieler und -trainer
- Ustaosmanoğlu, Mahmut († 2022), türkischer religiöser Führer, Nakschibendi-Scheich
- Ustari, Oscar (* 1986), argentinischer Fußballtorhüter
- Ustariz de Vertizberea, Juan Andrés de (1656–1718), spanischer Gouverneur
- Üstel, Ünal (* 1955), türkisch-zypriotischer Politiker
- Uster, Hanspeter (* 1958), Schweizer Politiker (Grüne)
- Uster, Ruedi (* 1941), Schweizer Eisschnellläufer
- Uster, Timo (* 1974), gambisch-deutscher Fußballspieler
- Usteri, Emil (1839–1914), Schweizer Jesuit und Hochschullehrer in Indien
- Usteri, Emil (1858–1934), Schweizer Architekt
- Usteri, Franz Theodor (1853–1929), Schweizer Jurist und Verwaltungsrat
- Usteri, Johann Martin (1763–1827), Schweizer Dichter, Maler und Zeichner
- Usteri, Leonhard (1799–1833), Schweizer reformierter Theologe und Rektor des Gymnasiums Zürich
- Usteri, Martin (1926–2015), Schweizer Jurist
- Usteri, Paul (1768–1831), liberaler Schweizer Publizist und Politiker
- Usteri, Paulus (1768–1795), Schweizer Kaufmann und Zeichner
- Usteri-Escher, Paul (1853–1927), Schweizer Politiker
- Ustero, Andrea (* 2007), spanische Padelspielerin
- Ustianowska, Dorota (* 1970), polnische Marathonläuferin
- Ustimenko, Danil (* 2000), kasachischer Fußballspieler
- Ustinov, Igor (* 1956), französisch-schweizerischer Biologe, Bildhauer und SängerIgor Ustinov (* 1956)

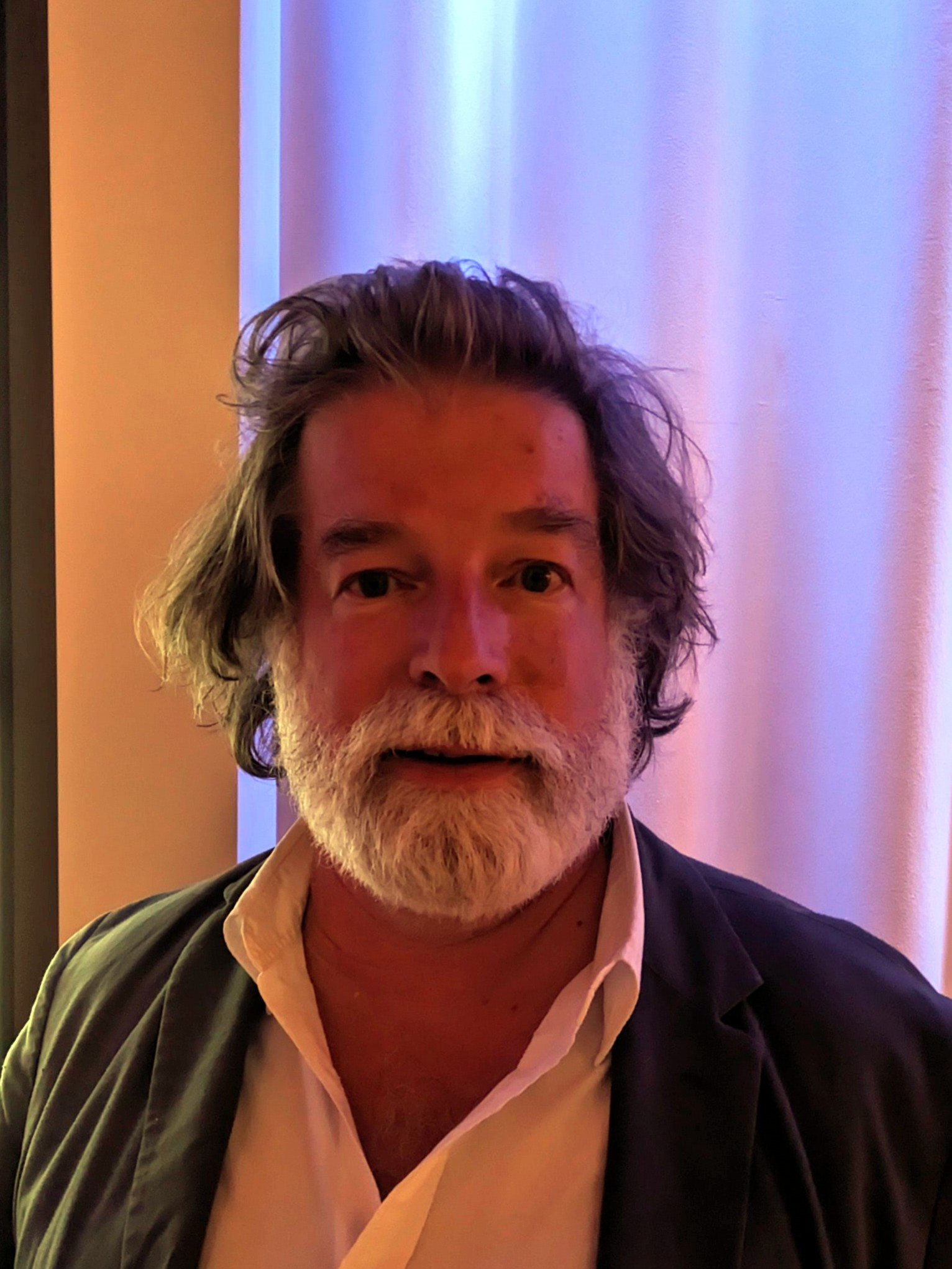
Igor Ustinov (* 1956)

- Ustinov, Jona von (1892–1962), britischer Agent, Vater von Peter Ustinov
- Ustinov, Pavla (* 1954), US-amerikanische Schauspielerin, Regisseurin, Drehbuchautorin und Produzentin
- Ustinov, Peter (1921–2004), britisch-schweizerischer Schauspieler, Synchronsprecher, Schriftsteller und RegisseurPeter Ustinov (1921–2004)

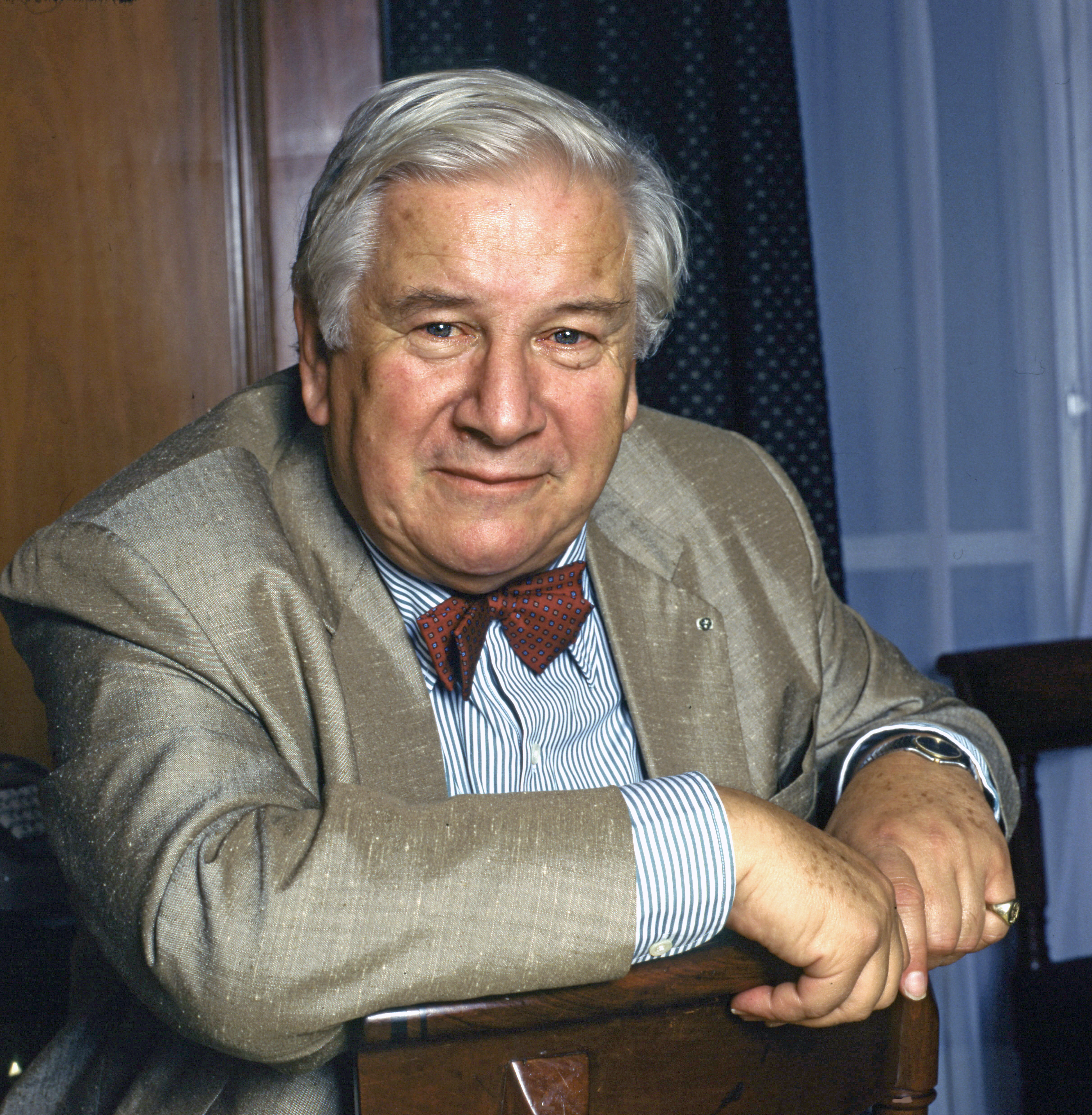
Peter Ustinov (1921–2004)

- Ustinov, Tamara (* 1945), britische Film- und Theaterschauspielerin
- Ustinow, Alexander Iwanowitsch (* 1976), russischer Boxer im Schwergewicht
- Ustinow, Alexander Wassiljewitsch (1909–1995), sowjetischer Fotograf und Fotojournalist
- Ustinow, Dmitri Fjodorowitsch (1908–1984), sowjetischer Verteidigungsminister und Marschall der Sowjetunion
- Ustinow, Juri Lwowitsch, russischer Bogenbiathlet
- Ustinow, Lew Jefimowitsch (1923–2009), sowjetischer bzw. russischer Autor und Dramatiker
- Ustinow, Plato von (1840–1917), russischer Gutsherr, deutscher Hotelier, Vater von Jona von Ustinow
- Ustinow, Witali (1910–2006), russischer Geistlicher, Metropolit von Amerika
- Ustinow, Wjatscheslaw Eduardowitsch (* 1957), russischer Hürdenläufer
- Ustinow, Wladimir Wassiljewitsch (* 1953), russischer Justizminister
- Ustinowa, Anna (* 1985), kasachische Hochspringerin
- Ustinowa, Tatjana Iwanowna (1913–2009), sowjetische Geologin
- Ustinski, Igor Alexandrowitsch (* 1994), russischer Eishockeytorwart
- Ustjugow, Alexander Sergejewitsch (* 1976), russischer Schauspieler
- Ustjugow, Jewgeni Romanowitsch (* 1985), russischer Biathlet
- Ustjugow, Sergei Alexandrowitsch (* 1992), russischer Skilangläufer
- Ustjumenko, Alexander Iwanowitsch (1913–1992), russischer Aufklärungsoffizier und Physiker
- Ustjuschanina, Tetjana (* 1965), sowjetische und ukrainische Rudersportlerin
- Ustorf, Peter (* 1951), deutscher Eishockeyspieler und -trainer
- Ustorf, Stefan (* 1974), deutscher EishockeyspielerStefan Ustorf (* 1974)

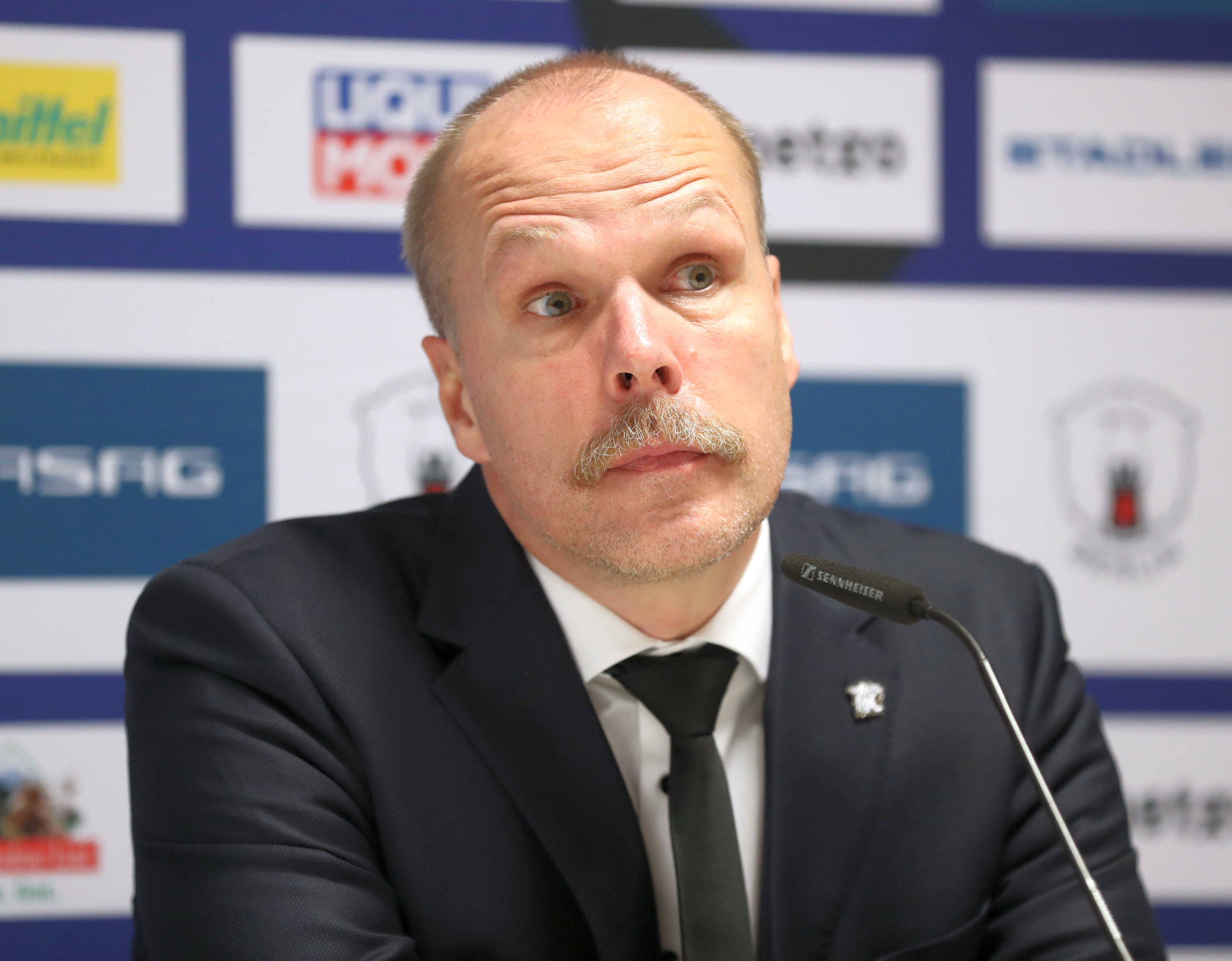
Stefan Ustorf (* 1974)

- Ustrich, Fritz (1922–2013), deutscher Pädagoge
- Ustritski, Dmitri (* 1975), estnischer Fußballspieler
- Ustrowski, Betina (* 1976), deutsche Schwimmerin
- Ustrowski, Helmut (* 1925), deutscher Dreher und Mitglied der Volkskammer der DDR
- Ustrud, Hans (1871–1943), US-amerikanischer Politiker
- Ustrzycki, Matthew Francis (* 1932), kanadischer Geistlicher, emeritierter Weihbischof in Hamilton
- Üstün, Nevzat (1924–1979), türkischer Dichter und Schriftsteller
- Üstündag, Cem (* 2001), österreichischer Fußballspieler
- Üstündağ, Muhittin (1884–1953), türkischer Politiker
- Üstündağ, Ramazan (* 1990), türkischer Fußballtorhüter
- Üstünel, Besim (1927–2015), türkischer Wirtschaftswissenschaftler und Politiker
- Üstüner, Sedat (* 1983), türkischer Boxer
- Üstüntaş, Ahmet (* 1990), türkischer Biathlet
- Ustupski, Jerzy (1911–2004), polnischer Ruderer
- Ustupski, Stanisław (* 1966), polnischer Nordischer Kombinierer
- Usturoi, Vasile (* 1997), belgischer Boxer und Europameister
- Ustwolskaja, Galina Iwanowna (1919–2006), russische Komponistin
- Ustyjanowytsch, Kornylo (1839–1903), ukrainischer Kunstmaler, Illustrator, Karikaturist, Schriftsteller, Dichter, Dramatiker, Essayist und Humorist
- Ustynowicz, Maciej (* 1983), polnischer Eisschnellläufer

### Usu
- Usuard († 877), Benediktiner der Abtei Saint-Germain-des-Prés
- Usúcar, Francisco (* 1986), uruguayischer Fußballspieler
- Usuda, Kentarō (* 1999), japanischer Mittelstreckenläufer
- Úsuga, Dairo Antonio, kolumbianischer Drogenhändler
- Usuh, Athanasius Atule (1942–2016), nigerianischer Geistlicher, römisch-katholischer Bischof von Makurdi
- Usui, Hana (* 1974), japanische Künstlerin und Zeichnerin
- Usui, Hiroyuki (* 1953), japanischer Fußballspieler und -trainer
- Usui, Hitoshi (* 1988), japanischer Fußballspieler
- Usui, Jun’ichi (* 1957), japanischer Weitspringer
- Usui, Kanta (* 1999), japanischer Fußballspieler
- Usui, Kempei (* 1987), japanischer Fußballspieler
- Usui, Kōhei (* 1979), japanischer Fußballspieler
- Usui, Mikao (1865–1926), Reiki-Begründer
- Usui, Rie (* 1989), japanische Fußballspielerin
- Usui, Shosei (* 2001), japanischer Fußballspieler
- Usui, Teppei (* 1991), japanischer Fußballspieler
- Usui, Tomohiko, japanischer Badmintonspieler
- Usui, Yoshimi (1905–1987), japanischer Schriftsteller, Kritiker und Übersetzer
- Usui, Yoshito (1958–2009), japanischer Manga-Zeichner
- Üşük, Dilek (* 1979), deutsche Journalistin und FernsehmoderatorinDilek Üşük (* 1979)

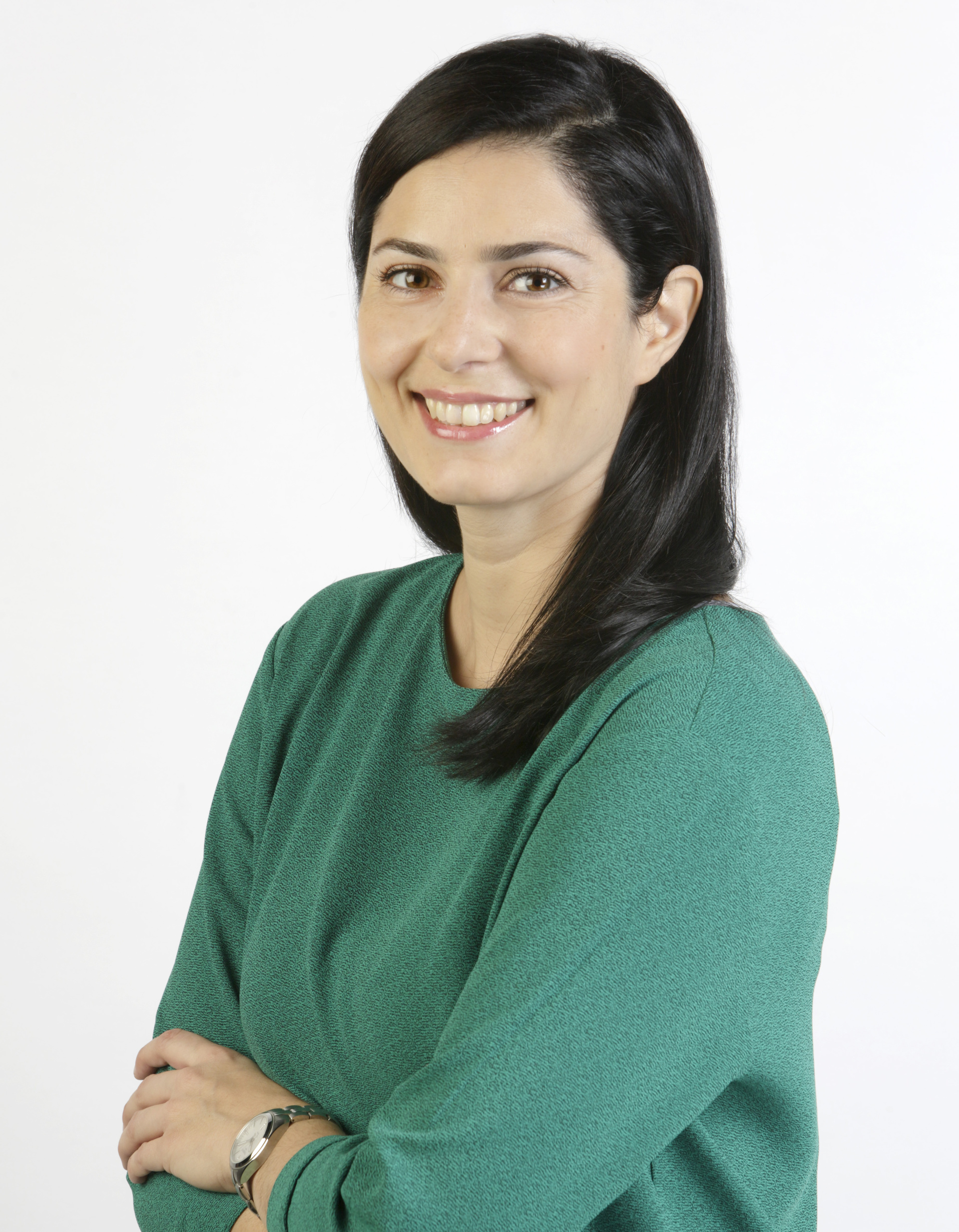
Dilek Üşük (* 1979)

- Üsük, Selma (* 1974), deutsche Journalistin sowie Hörfunk- und FernsehmoderatorinSelma Üsük (* 1974)

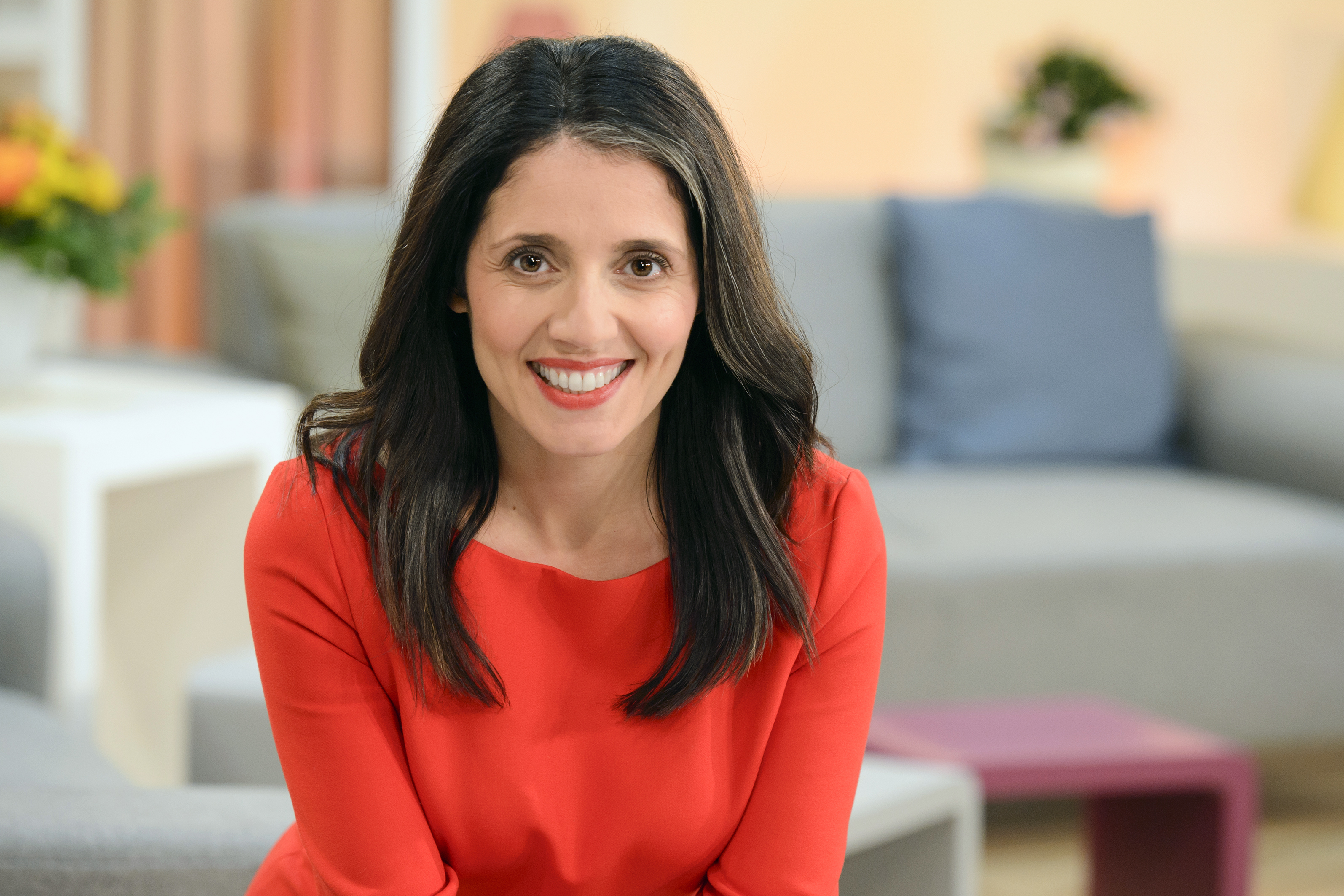
Selma Üsük (* 1974)

- Usulor, Vincent (1948–2006), nigerianischer Politiker
- Usunier, Jean-Claude (* 1951), französischer Wirtschaftswissenschaftler
- Usunobun, Queen (* 2005), nigerianische Sprinterin
- Usunow, Atanas (1857–1887), bulgarischer Freiheitskämpfer und Offizier
- Usunow, Detschko (1899–1986), bulgarischer Maler
- Usunow, Dimitar (1922–1985), bulgarischer Sänger
- Usuriaga, Albeiro (1966–2004), kolumbianischer Fußballspieler
- Ususmango (* 1981), saudi-arabischer Stand-up-Comedian

### Usw
- Uswald, Abraham († 1592), kursächsischer Beamter
- Uswald, Wenzel († 1582), kursächsischer Beamter

### Usz
- Uszinau, Aljaksandr (* 1978), belarussischer Biathlet
- Uszinenka, Mikita (* 1995), belarussischer Eishockeyspieler
- Uszkoreit, Hans (* 1950), deutscher Informatiker
- Uszkureit, Nina (* 1982), deutsche Tänzerin und Choreographin
- Uszynski, Lech Antonio (* 1986), polnisch-schweizerischer Bratschist